# Han (cognome coreano)
Han (한?, 恨, 汗, 漢, 韓?) è un cognome di lingua coreana.

## Possibili trascrizioni
Hahn, Hanh, Hann.

## Origine e diffusione
Gli hanja hanno, come significato, quello di "re", "regno", "nazione" o "popolo coreano". È il cognome coreano più antico.
Si tratta del 13º cognome per diffusione in Corea secondo i dati del Korean National Statistics Office del 2015. Nel Paese è portato da circa 773537 persone.
Non va confuso con l'omonimo cognome cinese.

## Persone
- Han Duk-soo, politico sudcoreano
- Han Seung-yeon, cantante sudcoreana
- Han Sun-hwa, cantante sudcoreana